# Laceratoplia lepidota
Laceratoplia lepidota är en skalbaggsart som beskrevs av Marc Lacroix 1997. Laceratoplia lepidota ingår i släktet Laceratoplia och familjen Melolonthidae. Inga underarter finns listade i Catalogue of Life.